# Unseres Herren Ruh (Herretshofen)

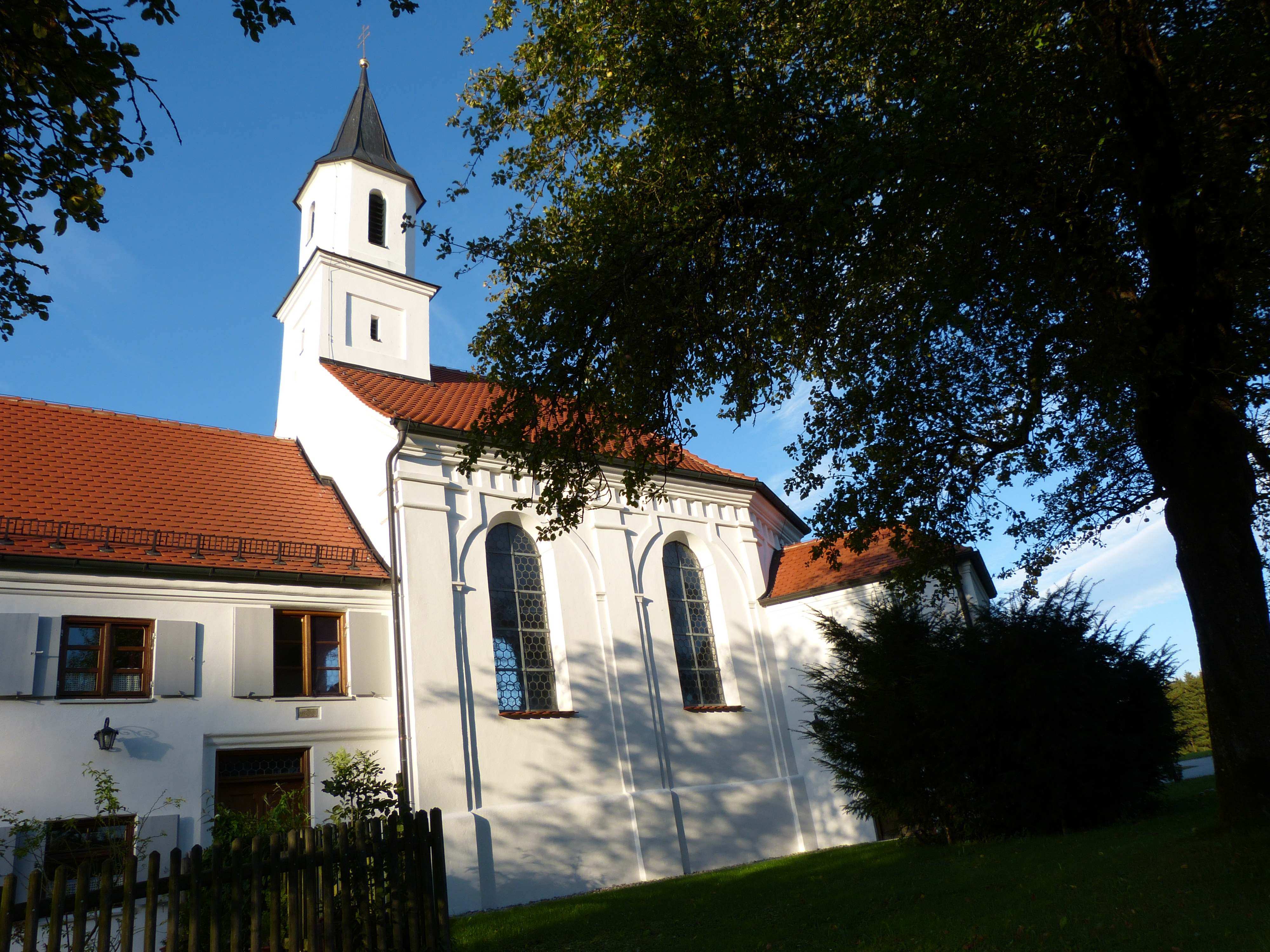
Unseres Herren Ruh in Herretshofen, Kirchhaslach

Die römisch-katholische Kapelle Unseres Herren Ruh befindet sich in Herretshofen, einem Gemeindeteil von Kirchhaslach im Landkreis Unterallgäu in Bayern. Die Kapelle steht unter Denkmalschutz.

## Geschichte
Die Kapelle wurde vermutlich um 1609 errichtet. Westlich an die Kapelle schließt sich das ehemalige Mesnerhaus aus, das in der gleichen Zeit stammt. Das Mesnerhaus war ursprünglich eine Eremitage für Kapuziner. Diese halfen in der Wallfahrtskirche Mariä Himmelfahrt in Kirchhaslach.

## Baubeschreibung
Die geostete Kapelle verfügt außen über eine kraftvolle toskanische Pilasterordnung. In den Zwischenräumen dieser Pilaster finden sich weitere schmale Pilaster und Putzarkaden. Diese sind im Scheitel über den Rundfenstern unterbrochen und werden senkrecht nach oben fortgeführt. Die Kapelle besitzt an der Westseite, bevor sich unmittelbar das Mesnerhaus anschließt, einen Dachreiter. Der Dachreiter ist im unteren Bereich quadratisch, worauf sich ein oktogonales Obergeschoss befindet. Der im Osten dreiseitig geschlossene Saal der Kapelle besteht aus zwei Achsen und ist mit einer Flachdecke versehen. Aus dem Jahr 1860 stammt die Empore im Westen der Kapelle. Der Raum wird hinter der Empore durch eine große Arkade fortgesetzt. Dieser Bereich befindet sich bereits innerhalb des ehemaligen Mesnerhauses.

## Ausstattung
Der Altar stammt aus der Zeit um 1690/1700. In der rundbogigen Mittelnische befindet sich eine Figur Christus in der Rast. Rechts und links befinden sich Statuen der Muttergottes und  des hl. Johannes des Täufers. Die um 1680 gefertigten Gemälde der 14 Nothelfer befanden sich ursprünglich in Kirchhaslach.